# Baeckea
Genre
Classification phylogénétique
Baeckea est un genre de plantes à fleurs de la famille des Myrtaceae. Il comprend soixante et quinze espèces d'arbustes ou de petits arbres originaires essentiellement d'Australie, accessoirement de Nouvelle-Calédonie ou d'Asie.

## Liste des espèces
| - Baeckea affinis - Baeckea africana - Baeckea alpina - Baeckea ambigua - Baeckea arbuscula - Baeckea astarteoides - Baeckea astartioides - Baeckea baileyana - Baeckea behrii - Baeckea blacketii - Baeckea blackettii - Baeckea brevifolia - Baeckea calycina - Baeckea camphorata - Baeckea camphorosmae - Baeckea capitata - Baeckea cardata - Baeckea carnosa - Baeckea carnosula - Baeckea carnulosa - Baeckea chinensis - Baeckea ciliata - Baeckea citriodora - Baeckea clavifolia - Baeckea cochinchinensis - Baeckea corymbulosa - Baeckea corynophylla - Baeckea crassifolia - Baeckea crenatifolia - Baeckea crenulata - Baeckea crispiflora - Baeckea cryptandroides - Baeckea cumingeana - Baeckea cunninghamii - Baeckea decipiens - Baeckea densifolia - Baeckea denticulata - Baeckea diffusa - Baeckea dimorphandra - Baeckea diosmifolia - Baeckea diosmoides - Baeckea drummondii - Baeckea eatoniana - Baeckea elderiana - Baeckea ericaea - Baeckea ericoides - Baeckea exserta - Baeckea fascicularis - Baeckea fasciculata | - Baeckea floribunda - Baeckea frutescens - Baeckea fumana - Baeckea gracilis - Baeckea grandibracteata - Baeckea grandiflora - Baeckea grandis - Baeckea gunniana - Baeckea imbricata - Baeckea intratropica - Baeckea involucrata - Baeckea jucunda - Baeckea kandos - Baeckea lancifolia - Baeckea latens - Baeckea latifolia - Baeckea laurifolia - Baeckea laxiflora - Baeckea le-ratii - Baeckea leptantha - Baeckea leptocalyx - Baeckea leptocaulis - Baeckea leptophylla - Baeckea leptospermoides - Baeckea linearis - Baeckea linifolia - Baeckea maideni - Baeckea maidenii - Baeckea micrantha - Baeckea microphylla - Baeckea minutifolia - Baeckea muricata - Baeckea neglecta - Baeckea nelitrioides - Baeckea nova-anglica - Baeckea obovata - Baeckea obtusifolia - Baeckea ochropetala - Baeckea oligandra - Baeckea oligomera - Baeckea omissa - Baeckea ovalifolia - Baeckea oxycoccoides - Baeckea pachyphylla - Baeckea parviflora - Baeckea parvula - Baeckea pentagonantha - Baeckea pentandra - Baeckea phylicoides | - Baeckea pinifolia - Baeckea platycephala - Baeckea platystemona - Baeckea plicata - Baeckea polyandra - Baeckea polystemonea - Baeckea preissiana - Baeckea procera - Baeckea prostrata - Baeckea pulchella - Baeckea pygmaea - Baeckea racemosa - Baeckea ramosissima - Baeckea robusta - Baeckea saxicola - Baeckea scholleraefolia - Baeckea schollerifolia - Baeckea serpillifolia - Baeckea serpyllifolia - Baeckea sinensis - Baeckea spathulata - Baeckea spatulata - Baeckea speciosa - Baeckea spinosa - Baeckea squarrulosa - Baeckea staminosa - Baeckea stenophylla - Baeckea stowardii - Baeckea subcuneata - Baeckea sumatrana - Baeckea taxifolia - Baeckea tenuifolia - Baeckea tenuiramea - Baeckea teretifolia - Baeckea tetragona - Baeckea thymifolia - Baeckea thymoides - Baeckea thyrsiflora - Baeckea thyrsophara - Baeckea trapeza - Baeckea trichophylla - Baeckea tuberculata - Baeckea uberiflora - Baeckea umbellata - Baeckea umbellifera - Baeckea uncinella - Baeckea unicinella - Baeckea utilis - Baeckea virgata |